# El Dioni
Dionisio Rodríguez Martín (Madrid, 31 de octubre de 1949), más conocido como El Dioni, es un exvigilante de seguridad español que robó un furgón blindado de la empresa Candi S. A., el 28 de julio de 1989, que contenía 298 millones de pesetas. Actualmente es tertuliano de televisión.

## Biografía
Estudió en el colegio marianista Santa Ana y San Rafael de Madrid. Comenzó su vida laboral a los 14 años. Entró a trabajar en la empresa Candi S.A., llegando a conseguir el puesto de escolta. Protegió entre otros a Antonio Vicente Mosquete y Miguel Durán, directores generales de la ONCE; a Alfonso Escámez, presidente del Banco Central; y a Eugenio Marín, director general de CEPSA. El jefe de personal de la empresa decidió cambiarlo de puesto a transporte de fondos debido a su comportamiento inadecuado, lo que provocó en el Dioni un gran malestar, que lo llevaría a tomar la decisión de perpetrar un robo.

### Robo del furgón
El 28 de julio de 1989, siendo el jefe de la custodia de un furgón, aprovechó a las 19:20 la ausencia de sus dos compañeros para ponerse al volante y llevárselo hasta su coche, donde colocó las sacas de dinero. En su huida, el Dioni asegura que entregó parte del dinero (del que dice que no ha vuelto a saber) a tres amigos y posteriormente viajó a Brasil. Allí cambió de imagen, colocándose un peluquín, y vivió por todo lo alto. El 19 de septiembre de 1989 fue detenido por la policía de Brasil, donde pasó diez meses encarcelado hasta que se produjo su extradición a España para su enjuiciamiento y  condena. Su abogado fue José Emilio Rodríguez Menéndez. Salió de la cárcel en mayo de 1995 con libertad condicional tras cumplir tres cuartas partes de la pena de tres años y cuatro meses que le habían impuesto. Del botín solo se recuperaron 175 millones de pesetas (1.051.771€).

### 1989 al presente
Posteriormente incurrió en un supuesto delito de narcotráfico y fue acusado de pertenecer a una red de falsificación de dólares, aunque parece que las únicas falsificaciones que distribuyó fueron billetes promocionales de uno de sus bares.
Abrió un bar de copas en la localidad madrileña de El Molar, llamado La Cueva del Dioni. Con él hizo algo de dinero, abriendo con este otro bar en el distrito de Barajas, El Caco Dioni. En febrero de 1997 inauguró su tercer bar en el barrio del Retiro llamado El Rincón del Dioni. Para promocionar este último, repartió fotocopias de billetes de 10 000 pesetas con su rostro, lo cual le ocasionó problemas por estar prohibida la falsificación aun notándose tanto que no eran de curso legal.
Padeció estrabismo hasta que se sometió a una operación y en 2004 se le intervino por un cáncer en las cuerdas vocales. Su gran pasión es ser cantante y llegó a grabar dos discos. Su primer álbum fue grabado en los Estudios La Factoría, en el municipio madrileño de El Molar. Editado por la discográfica Libélula Records, la canción que daba nombre al álbum "Con un par sí, pero", compuesta y producida por el compositor canario Guillermo Albelo, fue concebida por su autor como una respuesta a la canción "Con un par" que le dedicó Joaquín Sabina. Las estructuras de ambas canciones son muy similares y la interpretada por Dioni trata de contar la verdadera historia de su "aventura" con desenfado y buen humor. Curiosamente y aun siendo un apellido muy común, cantante y autor tienen "Martín" por segundo apellido. Su segundo disco lo llamó Todo sobre mi furgón. Tuvo ofertas para actuar en televisiones autonómicas, pero no pudo acudir por orden judicial, debido a su libertad condicional tras cumplir seis meses de cárcel por tráfico de drogas. Una orden judicial le impide promocionar su segundo disco.
Joaquín Sabina, en su disco Mentiras piadosas (1990), le dedicó una canción, con el título de «Con un par», haciendo referencia a la valentía que hay que tener para realizar un robo como el que realizó él. 
Desde el 30 de septiembre de 2007 hasta noviembre fue colaborador habitual en el programa Sabías a lo que venías, conducido por Santiago Segura en La Sexta.
En 2007 tuvo una aparición en el programa Dutifrí, conducido por Sardà, en el que fue recreada parte de su aventura brasileña. También tuvo una aparición en unos de los sketches del programa Ciudadano Kien, emitido por La 1 en Nochevieja de 2007. 
En este mismo año, el Dioni volvió a la actualidad televisiva gracias a su participación en el reality show Acorralados, de Telecinco, donde fue detenido por la guardia civil aunque posteriormente volvió al concurso temporalmente, hasta que abandonó por problemas de salud. También hizo una aparición en Torrente 4.
En 2013 participó en una escena del programa de Telecinco La noche de José Mota. En mayo de 2014 empieza su carrera como actor de cine para adultos de la mano del director y también actor "Torbe". 
En abril de 2016 fue concursante oficial de la edición 2016 de "Supervivientes", convirtiéndose en el primer expulsado tras 21 días en el concurso.

## Música y libros

### Discografía
- Con un par sí, pero... (Libélula Records, 1991)
- Todo sobre mi furgón (KMC, 2000) El título parafrasea la película Todo sobre mi madre, de Pedro Almodóvar.
- Joaquín Sabina le dedicó una canción titulada «Con un par».
- Javier Llamas un amigo fiel: dedicado a su gran amigo Javier Llamas.

### Libros
- Yo robé un furgón blindado, 2019[4]